# Adriana Crăciun
Adriana Gabriela Crăciun (născută Țăcălie, pe 29 ianuarie 1989, în Slatina) este o jucătoare de handbal din România care evoluează la clubul CSM Slatina, pe postul de intermediar dreapta. În trecut, Crăciun a făcut parte din echipa națională a României, cu care a participat la Campionatul Mondial din 2013 și la Campionatele Europene din 2012 și 2014.
În luna martie 2017, Crăciun a semnat un contract cu echipa franceză Fleury Loiret HB, la care a evoluat începând din vara aceluiași an. În aprilie 2019 s-a anunțat că sportiva va juca pentru CS Măgura Cisnădie începând din vara aceluiași an. La sfârșitul sezonului 2019-2020, Crăciun s-a transferat la SCM Craiova, iar în 2022 a semnat cu CSM Târgu Jiu. După trei luni la echipa gorjeană, Adriana Țăcălie s-a transferat la CSM Slatina.

## Palmares
- Liga Națională:
  -  Câștigătoare: 2007, 2008, 2009, 2011
  -  Medalie de argint: 2014
  -  Medalie de bronz: 2015, 2016

- Cupa României:
  -  Câștigătoare: 2007, 2011
  -  Finalistă: 2013

- Supercupa României:
  -  Câștigătoare: 2007

- Campionatul Muntenegrului:
  -  Câștigătoare: 2012

- Cupa Muntenegrului:
  -  Câștigătoare: 2012

- Liga Campionilor EHF:
  -  Câștigătoare: 2012
  - Semifinalistă: 2009
  - Grupe principale: 2008, 2011

- Cupa Cupelor EHF:
  -  Câștigătoare: 2007
  - Turul 3: 2014

- Cupa EHF:
  - Semifinalistă: 2016
  - Grupe: 2020
  - Optimi: 2015
  - Turul 2: 2010, 2017

- Trofeul Campionilor EHF:
  -  Câștigătoare: 2007

- Campionatul Mondial Universitar:
  -  Medalie de argint: 2010

- Campionatul European pentru Tineret:
  -  Medalie de bronz: 2007

- Campionatul European pentru Junioare:
  -  Medalie de argint: 2005

## Statistică goluri și pase de gol
Conform Federației Române de Handbal, Federației Europene de Handbal și Federației Internaționale de Handbal:
| Sezon              | Echipă | Goluri |
| ------------------ | ------ | ------ |
|                    |        |        |
| 2012-13            |        |        |
| Corona Brașov      | 73     |        |
|                    |        |        |
| 2013-14            |        |        |
| Corona Brașov      | 27     |        |
|                    |        |        |
| 2014-15            |        |        |
| Corona Brașov      | 19     |        |
|                    |        |        |
| 2015-16            |        |        |
| Corona Brașov      | 23     |        |
|                    |        |        |
| 2016-17            |        |        |
| Corona Brașov      | 46     |        |
|                    |        |        |
| 2019-20            |        |        |
| CS Măgura Cisnădie | 27     |        |
|                    |        |        |
| 2020-21            |        |        |
| SCM Craiova        | 12     |        |
|                    |        |        |
| 2021-22            |        |        |
| SCM Craiova        | 5      |        |

| Sezon              | Echipă | Goluri |
| ------------------ | ------ | ------ |
|                    |        |        |
| 2012-13            |        |        |
| Corona Brașov      | 12     |        |
|                    |        |        |
| 2013-14            |        |        |
| Corona Brașov      |        |        |
|                    |        |        |
| 2014-15            |        |        |
| Corona Brașov      | -      |        |
|                    |        |        |
| 2015-16            |        |        |
| Corona Brașov      | -      |        |
|                    |        |        |
| 2016-17            |        |        |
| Corona Brașov      | -      |        |
|                    |        |        |
| 2019-20            |        |        |
| CS Măgura Cisnădie | 2      |        |

| Sezon                  | Echipă | Goluri |
| ---------------------- | ------ | ------ |
|                        |        |        |
| 2006-07                |        |        |
| Oltchim Râmnicu Vâlcea | -      |        |

| Ediția           | Echipă | Goluri | Pase de gol |
| ---------------- | ------ | ------ | ----------- |
|                  |        |        |             |
| Austria 2005     |        |        |             |
| România junioare | 32     | 15     |             |

| Ediția          | Echipă | Goluri | Pase de gol |
| --------------- | ------ | ------ | ----------- |
|                 |        |        |             |
| Turcia 2007     |        |        |             |
| România tineret | 18     | 9      |             |

| Ediția          | Echipă | Goluri | Pase de gol |
| --------------- | ------ | ------ | ----------- |
|                 |        |        |             |
| Macedonia 2008  |        |        |             |
| România tineret | 50     | 40     |             |

| Ediția       | Echipă | Goluri | Pase de gol |
| ------------ | ------ | ------ | ----------- |
|              |        |        |             |
| Ungaria 2010 |        |        |             |
| România      | 35     |        |             |

| Ediția                  | Echipă | Goluri | Pase de gol |
| ----------------------- | ------ | ------ | ----------- |
|                         |        |        |             |
| Serbia 2012             |        |        |             |
| România                 | -      | -      |             |
|                         |        |        |             |
| Ungaria și Croația 2014 |        |        |             |
| România                 | 15     | 10     |             |

| Ediția      | Echipă | Goluri | Pase de gol |
| ----------- | ------ | ------ | ----------- |
|             |        |        |             |
| Serbia 2013 |        |        |             |
| România     | 3      | 3      |             |

| Sezon                  | Echipă | Goluri |
| ---------------------- | ------ | ------ |
|                        |        |        |
| 2006-07                |        |        |
| Oltchim Râmnicu Vâlcea | -      |        |

| Sezon                  | Echipă | Goluri |
| ---------------------- | ------ | ------ |
|                        |        |        |
| 2007-08                |        |        |
| Oltchim Râmnicu Vâlcea | 14     |        |
|                        |        |        |
| 2008-09                |        |        |
| Oltchim Râmnicu Vâlcea | -      |        |
|                        |        |        |
| 2010-11                |        |        |
| Oltchim Râmnicu Vâlcea | -      |        |
|                        |        |        |
| 2011-12                |        |        |
| ŽRK Budućnost          | 6      |        |

| Sezon                  | Echipă | Goluri |
| ---------------------- | ------ | ------ |
|                        |        |        |
| 2006-07                |        |        |
| Oltchim Râmnicu Vâlcea | -      |        |
|                        |        |        |
| 2013-14                |        |        |
| Corona Brașov          | 2      |        |

| Sezon              | Echipă | Goluri |
| ------------------ | ------ | ------ |
|                    |        |        |
| 2009-10            |        |        |
| HC Oțelul Galați   | 7      |        |
|                    |        |        |
| 2014-15            |        |        |
| Corona Brașov      | 5      |        |
|                    |        |        |
| 2015-16            |        |        |
| Corona Brașov      | 2      |        |
|                    |        |        |
| 2016-17            |        |        |
| Corona Brașov      | 7      |        |
|                    |        |        |
| 2019-20            |        |        |
| CS Măgura Cisnădie | 20     |        |